# Ескадрені міноносці типу «Нембо»
Ескадрені міноносці типу «Нембо» (італ. Classe Nembo) — серія ескадрених міноносців ВМС Італії початку XX століття.

## Представники
| Корабель              | Виготовлювач                 | Закладено            | Спущено                | У строю             | Статус                                                                     |
| --------------------- | ---------------------------- | -------------------- | ---------------------- | ------------------- | -------------------------------------------------------------------------- |
| «Нембо» «Nembo»       | «Cantieri Pattison», Неаполь | 6 серпня 1899 року   | 18 травня 1901 року    | 26 червня 1902 року | Потоплений австро-угорським підводним човном «SM U-16» 17 жовтня 1916 року |
| «Авкілоне» «Aquilone» | «Cantieri Pattison», Неаполь | 10 вересня 1899 року | 16 жовтня 1901 року    | 12 жовтня 1903 року | Виключений зі складу флоту 4 березня 1923 року                             |
| «Бореа» «Borea»       | «Cantieri Pattison», Неаполь | 2 жовтня 1899 року   | 12 грудня 1902 року    | 6 жовтня 1903 року  | Потоплений есмінцями SMS Balaton і SMS Csepel 14 травня 1917 року          |
| «Есперо» «Espero»     | «Cantieri Pattison», Неаполь |                      | 9 липня 1904 року      | 1 квітня 1905 року  | Виключений зі складу флоту 5 квітня 1923 року                              |
| «Турбіне» «Turbine»   | «Cantieri Pattison», Неаполь | 20 серпня 1899 року  | 21 листопада 1901 року | 28 серпня 1902 року | Потоплений крейсером «Гельголанд» 24 травня 1915 року                      |
| «Дзеффіро» Zeffiro»   | «Cantieri Pattison», Неаполь |                      | 14 травня 1904 року    | 1 квітня 1905 року  | Виключений зі складу флоту 13 березня 1923 року                            |

## Конструкція
Ескадрені міноносці типу «Нембо» були розроблені на базі британських 27-вузлових есмінців. Були побудовані на верфях фірми «Cantieri Pattison» в Неаполі.
Протягом 1908-1910 років кораблі пройшли радикальну модернізацію. Їх котли були переобладнані з вугілля на нафту.
На двох кораблях була встановлена 76/40-мм гармата «QF 12».
Під час Першої світової війни на кораблях було встановлене обладнання для постановки мін.